# Farida Karodia
Farida Karodia   (Província del Cap, 1942) és una escriptora de la diàspora sud-africana i d'origen indi.

## Biografia
Va néixer a Aliwal North i es va educar a Sud-àfrica. Un cop formada, va exercir la docència a Johannesburg, com també a Zàmbia i a Swazilàndia. L'any 1969, es va veure obligada a emigrar al Canadà ja que, en ple apogeu de l'apartheid al seu país, el govern li va retirar el passaport. Un cop a la diàspora, Farida Karodia va començar una reconeguda carrera com a escriptora en llengua anglesa. En un principi, es va fer famosa per l’autoria d’obres fetes especialment per a la ràdio i la televisió, destacant en aquesta etapa de la seva carrera una sèrie de drames retransmesos per la prestigiosa Canadian Broadcasting Corporation. Sens dubte, una de les seves pel·lícules més reconegudes és Midnight Ember, filmada a l'Índia l'any 1991.
La seva primera novel·la, Daughters of the Twilight, sortí a la llum el 1986 i aviat va ser nominada per al Fawcett Literature Prize, a la Gran Bretanya. El tema principal d’aquest text és la dificultat dels sud-africans que no pertanyien a la raça blanca per accedir a una bona educació. Una altra de les seves novel·les, Shattering Silence, de 1993, és protagonitzada per la filla d'uns missioners Canadencs i està ambientada a l’època de la guerra civil a Moçambic. Other Secrets, publicada el 2000, va ser nominada al famós International IMPAC Dublin Literary Award.
Curiosament, els reconeixements a la feina literària de Farida Karodia provenen més de l'escena internacional que no pas dels seus països natal o d'acollida. Tot i així, rere dècades de residència al Canadà i rere l'extinció del règim de separació de races, Farida Karodia tornà a Sud-àfrica i, actualment, viu a cavall d’aquestes dues nacions.

## Obres publicades

### Novel·les
- Daughters of the Twilight (1986)
- Coming Home and Other Stories (1988)
- A Shattering of Silence (1993)
- Against an African Sky and Other Stories (1995)
- Other Secrets (2000)
- Boundaries (2003)

### Antologies
- "The Red Velvet Dress" a Opening Spaces: An Anthology of Contemporary African Women's Writing (1999)
- "Crossmatch" in Story-Wallah: Short Fiction from South Asian Writers (2004), reimpresa des de Against an African Sky and Other Stories.